# France 24
France 24, già progetto Téléfi, poi Cf2i e Chaine Française d'Information Internationale (CFII) prima del luglio 2006, è un'emittente televisiva d'informazione francese nata nel 2005 e lanciata il 6 dicembre 2006, inizialmente via Internet, poi attraverso il satellite. Ha sede a Issy-les-Moulineaux.

## Struttura aziendale
France 24 è stata partecipata inizialmente dal gruppo TF1 e dalla televisione pubblica France Télévisions (alcuni programmi sono prodotti da Agence France-Presse, Radio France Internationale, TV5, Arte, EuroNews e La Chaîne parlementaire, tutti media dove partecipa l'ente pubblico transalpino). I due gruppi, in seguito, hanno ceduto le loro quote azionarie al gruppo radiotelevisivo pubblico Audiovisuel Extérieur de la France (AEF), azienda pubblica che si occupa di gestire le produzioni audio/video francesi per l'estero.

## Ricezione
Il canale è trasmesso in Europa, Asia e Africa  via satellite, cavo, streaming su internet e DTT.
In Italia è visibile via satellite in chiaro FTA (tutte le tre versioni su Hotbird) e su Tivùsat e Sky (francese sul canale 538 e inglese sul canale 590) e in digitale terrestre. Riguardo a quest'ultimo sistema, dal 7 giugno 2007 al 1° ottobre 2010 l'emittente è stata resa disponibile sul multiplex Rete A 1 al posto di France 2; dal 29 settembre 2010 per oltre undici anni è invece stata visibile all'interno dei multiplex interregionali di proprietà di Canale Italia con LCN inizialmente 893 (fino a inizio febbraio 2012), poi 141 e infine 241.
Dal 1° gennaio 2022 l'emittente viene ritrasmessa anche su Italia 135, sempre del gruppo Canale Italia, dalle 20 alle ore 8.
Dall'8 marzo 2022 France 24 viene trasmessa integralmente sul digitale terrestre in Valle d'Aosta in HD al numero 76. Nel resto d'Italia i multiplex di Canale Italia vengono spenti definitivamente tra settembre 2021 e giugno 2022 in occasione del refarming delle frequenze; France 24 non è più disponibile come canale autonomo, ma rimane attiva la ripetizione serale, notturna e mattutina su Italia 135, migrata nel mux Cairo Due (nonché sui duplicati della stessa emittente). Dall'11 marzo 2025 France 24 torna a trasmettere sul canale 241 del digitale terrestre in modalità Jump HbbTV al posto della copia di Italia 126. Dal 29 maggio 2025 la programmazione di France 24 si è trasferita su Italia 136, sempre dalle 20:00 alle 08:00.

## Programmi
France 24 trasmette su tre canali in lingua francese, inglese ed arabo (dal 2007). Da qualche anno è stato aggiunto anche un canale in spagnolo.
L'intento è di aggiungere via via altre lingue. Ogni 30' sono previsti: un notiziario, il meteo, 2 o 3 rubriche e un reportage.

## Storia e obiettivi
Il progetto di una rete televisiva d'informazione francese è stato ideato e fortemente promosso da Jacques Chirac, nell'auspicio che il nuovo soggetto possa portare un contributo e un punto di vista francese e internazionale sugli eventi internazionali da accompagnare alla cultura d'informazione anglofona e anglosassone di BBC, CNN e Al Jazeera, pur non essendo il primo in assoluto Oltralpe; ad esempio, negli anni ottanta, le tv pubbliche di lingua francese hanno creato TV5, divenuto in seguito TV5 Monde, che ha una forte componente informativa nei suoi programmi.
Il governo francese investe annualmente circa 80 milioni di euro nel progetto.

## Organizzazione
Al lancio France 24 dispone di 380 collaboratori permanenti di cui 170 giornalisti, 160 tecnici e 40 persone nella distribuzione e le direzioni funzionali. L'età media è 33 anni e sono rappresentate 28 nazionalità.

### Dirigenti

#### Consiglio di sorveglianza
Patrick de Carolis, Patrick Le Lay, Patrice Duhamel, Étienne Mougeotte, Thierry Bert e Jean-Michel Counillon.
Presidente Patrick de Carolis (presidente di France Télévisions)
Vice presidente Étienne Mougeotte (vice presidente di TF1).

#### Direzione
Presidente Alain de Pouzilhac
Direttore generale responsabile delle tecnologie, della distribuzione e delle direzioni funzionali Jean-Pierre Paoli (2004-2006), Jean-Yves Bonsergent (dal 2006)
Direttore generale responsabile dell'informazione e dei programmi Ulysse Gosset (2004-2006), Gérard Saint-Paul (dal 2006)